# General Atomics MQ-9 Reaper

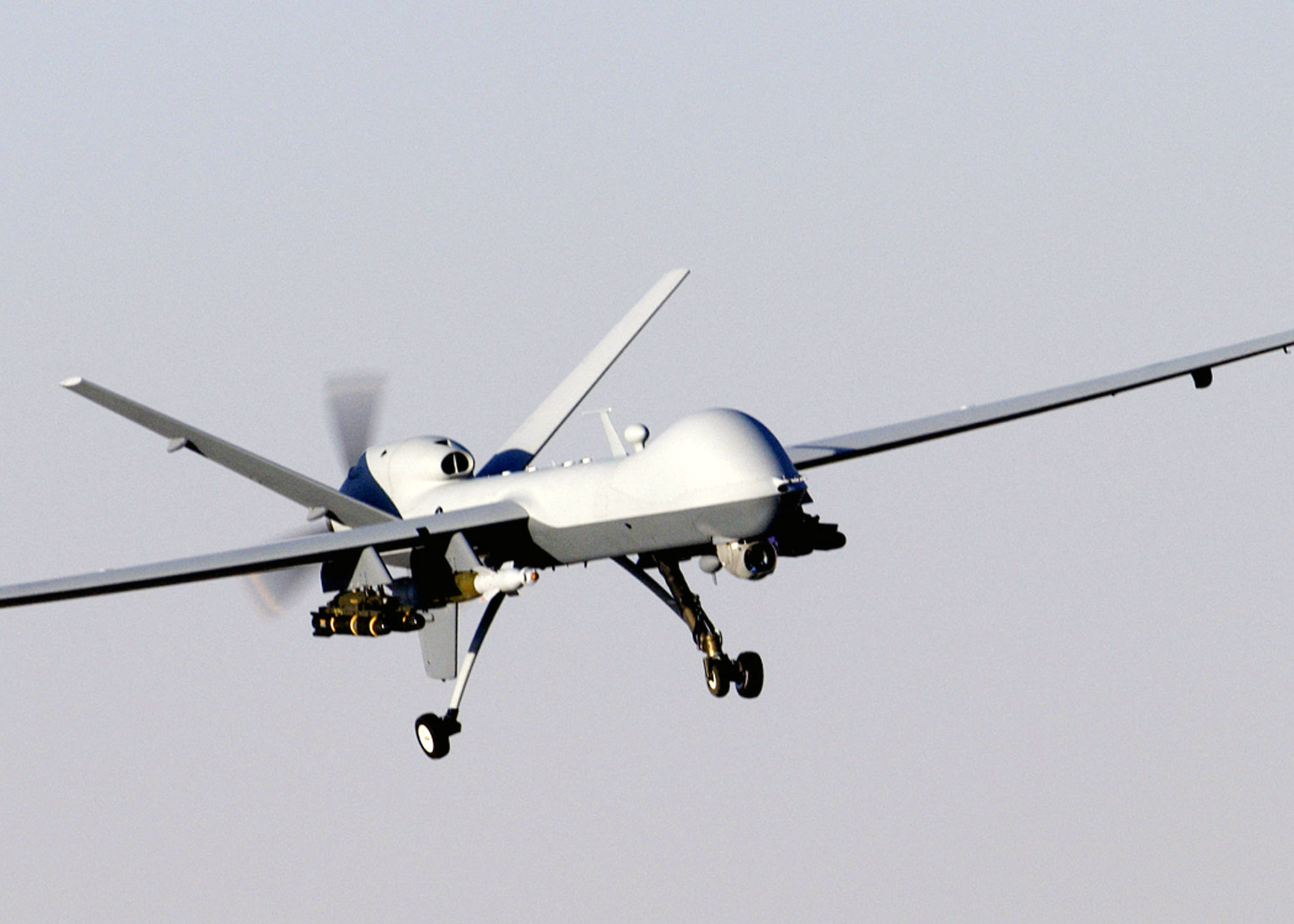
MQ-9 Reaper tại Trung Á.

MQ-9 Reaper (đôi lúc được gọi là Predator B) là một máy bay UAV không người lái do hãng General Atomics chế tạo đưa vào sử dụng trong Không quân Hoa Kỳ, Hải quân Hoa Kỳ, Không quân Ý, và Không quân Hoàng gia Anh.

## Thiết kế
Máy bay đặt căn cứ ở Thung lũng Antelope, phía Bắc Los Angeles, và do hãng General Atomics ở Poway, San Diego, lãnh thầu điều động và sản xuất. Máy bay không người lái có các dụng cụ do thám điện tử để phát hiện lính du kích và di dân lậu cũng như bọn mang ma túy vượt biên giới và chuyển tin tức về cho cơ quan hữu trách. Mỗi chiếc máy bay không người lái "Reaper" có thể hoạt động trên không tới 14 tiếng đồng hồ với vận tốc tối đa 482 km/h và 313 km/h ở chế độ "treo" Cruise Control với độ cao tối đa 7.5 km. Máy bay được điều khiển bởi một đội 2 người từ trạm chỉ huy..MQ-9 hiện là loại UAV giám sát tối tân nhất thế giới (khác loại với UAV Kamikaze đánh bomb cảm tử do Iran sản xuất).
MQ-9 Reaper được trang bị hệ thống giám sát tối tân với nhiệm vụ tuần tra trên bộ và hàng hải:
- Hệ thống theo dõi mục tiêu đa quang phổ, nhiệt hồng ngoại AN/DAS-1 MTS-B
- Radar tích hợp nhận diện vật thể trên bề mặt AN/APY-8 Lynx II
- Radar đánh dấu và theo dõi SeaVue XMC.

Với 7 dàn treo bomb và tên lửa, MQ-9 có thể được trang bị đa dạng vũ khí khi tác chiến tùy nhiệm vụ được giao:
- Tối đa 4 quả tên lửa không đối đất AGM-114 Hellfire
- Tên lửa không đối không AIM-92 Stinger
- Tên lửa không đối đất Brimstone
- Tối đa 2 quả bomb định hướng từ laser trên mặt đất GBU-12 Paveway II, GBU-38 Paveway II

## Vận hành
MQ-9 Reaper đang tác chiến và hiện diện thầm lặng trên nhiều quốc gia đồng minh của Mỹ trên khắp thế giới:

#### Châu Mỹ
Mỹ (2006)

 Cộng hòa Dominican (2012)

Được sở hữu và vận hành từ các căn cứ quân sự Mỹ.

#### Châu Á
Ấn Độ (2017)

 Nhật Bản (2020)

 Các Tiểu vương quốc Ả Rập Thống nhất (2020)

 Đài Loan

Năm 2020, Bộ phòng vệ Đài Loan được Quốc hội Mỹ thông qua, chấp thuận bán 4 chiếc MQ-9B kèm trung tâm điều khiển và hệ thống GPS EGI tích hợp công nghệ chống ăn cắp SAASM. Tổng giá trị đơn hàng khoảng 600 triệu USD 

#### Châu Âu
Anh (2006)

 Đức (2008)

 Ý (2008)

 Hà Lan(2013)

 Pháp (2014)

 Tây Ban Nha (2015)

 Bỉ (2018) 

 Hy Lạp (2022)

 Ukraine (2023)

#### Châu Phi
Ma Rốc (2020)

## Lịch sử sử dụng
Reaper được quân đội Hoa Kỳ sử dụng để do thám cũng như oanh kích bằng hỏa tiễn các nhắm vào mục tiêu trong vùng chiến tranh ở Iraq, Afghanistan và Pakistan. Theo một bản tin ngày 7/12/2009 của Tờ San Diego Union-Tribune, chính quyền liên bang Hoa Kỳ cho dùng Reaper vào việc bắt những di dân bất hợp pháp vượt qua biên giới México đến Hoa Kỳ. Ngoài ra vào giữa tháng 12/2009, sở Quan Thuế và Bảo vệ Biên giới trình bày loại máy bay Predator B có khả năng tuần phòng trên biển để săn lùng bọn buôn lậu. Khác với loại tuần phòng trên đất liền trang bị máy truyền hình đã từng được dùng trên vùng biên giới Bắc cũng như Nam Hoa Kỳ, Predator B sử dụng kỹ thuật radar. Từ đầu năm 2011, chiếc Predator B đầu tiên đặt căn cứ ở Florida được dùng thử nghiệm trong vùng biển Caribe. Sau đó chiếc thứ nhì, đặt căn cứ ở Corpus Christi, Texas, tuần phòng trên vịnh Mexico và cũng có thể hoạt động ở duyên hải Thái Bình Dương. Cho đến đầu tháng 12/2009, sở Quan thuế và Bảo vệ Biên giới mới chỉ có dự án mua hai chiếc Predator B.
Vào ngày 3 tháng 1 năm 2020, một cuộc tấn công bằng tên lửa MQ-9 tại Sân bay Quốc tế Baghdad đã giết chết thiếu tướng Qasem Soleimani, chỉ huy của Lực lượng Quds của Iran và Abu Mahdi al-Muhandis, chỉ huy của Lực lượng Dân quân Iraq.
Vào ngày 14 tháng 7 năm 2022, một Reaper MQ-9 được điều hành bởi một đơn vị không quân Mỹ đã bị rơi trong một phi vụ huấn luyện ở Romania. Máy bay không người lái MQ-9 đã được triển khai đến căn cứ không quân 71 của Romania vào năm 2021, bắt đầu các chuyến bay hoạt động của họ vào ngày 1 tháng 2 năm 2021.
Vào ngày 14 tháng 3 năm 2023, một trong hai máy bay chiến đấu SU-27 của Liên bang Nga đã va chạm với một chiếc MQ-9 bay trên không phận quốc tế trên Biển Đen theo thông báo của không quân Mỹ. Họ cho biết, "vào khoảng 7:03 sáng (CET), một trong những máy bay SU-27 của Nga đập vào cánh quạt của chiếc MQ-9, khiến phía Hoa Kỳ phải hạ nó xuống vùng biển quốc tế. Hãng tin CNN dẫn cáo buộc của Hoa Kỳ, cho rằng, nhiều lần trước khi va chạm, các chiếc Su-27 đã đổ nhiên liệu và bay trước MQ-9 trong một cách thức liều lĩnh, không chuyên nghiệp." 